# The Ultimate Collection (album de DeBarge)
Pour les articles homonymes, voir The Ultimate Collection.
Albums de DeBarge
Back on Track
(1991) 20th Century Masters – The Millennium Collection: The Best of DeBarge
(2000)
The Ultimate Collection est une compilation de DeBarge, sortie le 27 mai 1997.

## Liste des titres
| No  | Titre                                      | Album original      | Durée |
| --- | ------------------------------------------ | ------------------- | ----- |
| 1.  | Rhythm of the Night (Dance Mix)            | Rhythm of the Night | 5:43  |
| 2.  | Time Will Reveal                           | In a Special Way    | 4:17  |
| 3.  | I Like It                                  | All This Love       | 4:39  |
| 4.  | You Wear It Well                           | Rhythm of the Night | 3:54  |
| 5.  | Who's Holding Donna Now                    | Rhythm of the Night | 4:29  |
| 6.  | Stop! Don't Tease Me                       | All This Love       | 3:55  |
| 7.  | Love Me in a Special Way                   | In a Special Way    | 4:14  |
| 8.  | A Dream                                    | In a Special Way    | 5:15  |
| 9.  | Talk to Me                                 | Inédit              | 3:50  |
| 10. | All This Love                              | All This Love       | 5:53  |
| 11. | Love Always                                | Inédit              | 5:23  |
| 12. | Who's Johnny                               | Inédit              | 4:10  |
| 13. | The Heart Is Not So Smart                  | Rhythm of the Night | 3:52  |
| 14. | Save the Best for Me (Best of Your Lovin') | Inédit              | 4:34  |
| 15. | Dance All Night                            | Inédit              | 4:05  |
| 16. | Stay With Me                               | In a Special Way    | 3:47  |